# Хадсон Лејк (Индијана)
Хадсон Лејк (енгл. Hudson Lake) насељено је место без административног статуса у америчкој савезној држави Индијана.

## Демографија
По попису из 2010. године број становника је 1.297.
| Група             | 2000.    | 2010.         |
| Белци             | 0 (0,0%) | 1.233 (95,1%) |
| Афроамериканци    | 0 (0,0%) | 1 (0,1%)      |
| Азијати           | 0 (0,0%) | 1 (0,1%)      |
| Хиспаноамериканци | 0 (0,0%) | 39 (3,0%)     |
| Укупно            | 0        | 1.297         |